# نادر ياجزي
نادر ياجزي مواليد 29 مايو 1996 في السعودية، هو لاعب كرة قدم سعودي يلعب في نادي بيشة.

## مسيرة اللاعب
مثل سابقاً نادي الفيصلي في الفئات السنية و لعب بعدها مع نادي الوطني ونادي الوشم ونادي القوس ونادي بيشة.